# Don Mellenbergh
Gideon Jan (Don) Mellenbergh (9 augustus 1938 - 27 maart 2021) was een Nederlands psycholoog, methodoloog en emeritus-hoogleraar Programmagroep Psychologische Methodenleer aan de Universiteit van Amsterdam.

## Biografie
Don Mellenbergh volgde het Hervormd Lyceum in Amsterdam van 1950 tot 1957, en studeerde psychologie aan de Universiteit van Amsterdam tot 1965. In 1971 promoveerde hij hier onder Adriaan de Groot op het proefschrift "Studies in studietoetsen".
Mellenbergh begon in 1965 als wetenschappelijk medewerker aan de Universiteit van Amsterdam. In 1969 verbleef hij enige maanden aan de Universiteit van Chicago als assistent professor in onderwijsmethoden. In 1971 werd hij lector psychometrische methoden aan de Universiteit Utrecht, en van 1975 tot 1982 wetenschappelijk medewerker psychologische methoden terug aan de Universiteit van Amsterdam. Vanaf 1982 was hij hier hoogleraar Psychologische Methodenleer, vanaf 1999 nog parttime en in 2003 ging hij met emeritaat.
Mellenbergh was KNAW lid Afdeling Letterkunde, lid van de programmaraad onderwijs onderzoek (PROO) van NWO, redactielid van het tijdschrift "Psychological Methods" van 1999 tot 2002. en vervulde verder een reeks andere administratieve en redactionele functies.
Enige van zijn promovendi zijn Denny Borsboom, Huub van den Bergh, Joop Hox en Edith de Leeuw.

## Werk
Mellenberghs expertise ligt op het gebied van de constructie en analyse van psychologische tests en studietoetsen, het Differentieel Item Functioneren (DIF) in psychologische tests en studietoetsen, de psychometrische besliskunde, psychometrische begripsvorming en relaties tussen deze begrippen.

### De Groot en ontwikkeling van de methodologie
Het begin van de jaren zestig markeert, volgens Don Mellenbergh, een overgang in de beoefening van de sociale en gedragswetenschappen in Nederland. Daarvoor domineerde een beschouwelijke en soms ook weinig rationele benadering in deze wetenschappen. In het in 1961 verschenen boek "Methodologie" van Adriaan de Groot, werd juist het tegenovergestelde benadering voorgesteld: "de groei van wetenschappelijke kennis moet plaatsvinden via een kritisch rationeel proces van theorievorming en hypothesetoetsing aan de hand van empirische gegevens".
De Groot sluit aan bij Karl Popper, Cronbach en Gulliksen, en biedt een "brede visie en het geïntegreerde kader voor theorievorming en empirisch onderzoek. De onderzoeker kreeg een samenhangend kader aangereikt voor het gehele proces van wetenschappelijk onderzoek: inhoudelijke theorievorming, meting en instrumentatie, hypothesetoetsing en interpretatie van resultaten".
Belangrijkste verdere bijdragen aan de methodenleer zijn naar Mellenberghs mening "de wetenschapstheoretische bijdragen van Imre Lakatos, het ambachtelijk methodologische werk van Campbell en Fiske en het psychometrische werk van Lord en Novick. Ook De Groot zelf heeft algemeen methodologische bijdragen geleverd, zoals over de acceptabiliteit van meetinstrumenten, de rol van het forum van wetenschapsbeoefenaren, de analyse van theoretische begrippen, de constructie en het gebruik van studietoetsen en de methode van het ‘learner report’".

### De sociale wetenschappen in Utrecht
Bij zijn vertrek uit Utrecht terug naar Amsterdam in 1975 publiceerde Mellenbergh het artikel de "De verloedering ener subfaculteit" met een aanklacht tegen het toenmalige onderwijs- en onderzoeksklimaat. Het bestuur en beheer waren volgens hem verlamd door plenaire vormen van democratie, en "het projectonderwijs leidde tot uitwassen van oncontroleerbaar onderzoek en rapportage, die vol stond met clichés en politieke uitspraken".
Mellenbergh beschouwde dit als gevolgen van de naar zijn mening op de spits gedreven Prinzipiereiterei van de meest radicale studenten en docenten. "Een belangrijk probleem wordt gevormd door de zogenaamde fundamentele discussie. Je moet eerst de onderwijsdoelstellingen fundamenteel bespreken alvorens je een studieprogramma mag opstellen; je moet eerst de positie van de psychologie in de maatschappij fundamenteel bespreken alvorens je een onderzoek mag doen; je moet eerst fundamenteel uitzoeken wat je eigen motivatie is alvorens je een psychologieboek in mag kijken. Zo doorredenerend zal eerst uitgezocht moeten worden of het nu wel zeker is dat de mens van de aap afstamt, alvorens we bananen mogen eten. Een dergelijke ad fundum instelling, die momenteel alom tegenwoordig is binnen de subfaculteit, heeft een verlammende werking op onderwijs en onderzoek. Geef mijn portie maar aan fikkie."

## Publicaties
Mellenbergh schreef vele artikelen en enige boeken. Een selectie:
- 1971. Studies in studietoetsen. Proefschrift Universiteit van Amsterdam.
- 1979. Rede als richtsnoer : bijdragen over methoden van denken en werken in de gedragswetenschappen aangeboden aan prof. dr. A.D. de Groot bij zijn afscheid van de Universiteit van Amsterdam. Ism. Paul Buis & Adrianus Dingeman de Groot. Mouton. ISBN 90-279-3018-X
- 1988. De analyse van dyadische interacties : bijdragen aan een door de Psychon werkgemeenschap Ontwikkelingspsychologie Data-analyse georganiseerd symposium. Ism. P.C.M. Molenaar (red.). Universiteit van Amsterdam. ISBN 90-9002311-9
- 1989. Testleer en testconstructie. Ism. W.P. van den Brink (red.). Boom. ISBN 90-5352-239-5
- 2002. RM 2003 : proceedings of the second workshop on research methodology, June 25-27, 2003, VU University, Amsterdam. Ism. Herman J. Adèr (red). Institute for Research in Extramural Medicine, VU medical center. ISBN 90-5669-071-X
- 2008. Advising on research methods: a consultant's companion. Ism. Herman J. Adèr. Johannes van Kessel Publishing. ISBN 978-90-79418-01-5.